# Maarten van Elst
Maarten van Elst (Tienray, 15 oktober 1980) is een voormalig Nederlands voetballer. Hij stond als doelman enkele jaren onder contract bij VVV-Venlo.

## Spelerscarrière
Van Elst begon zijn voetbalcarrière als jeugdspeler bij de plaatselijke amateurclub VV TOP '27 en kwam later in de jeugdopleiding van eerst PSV en daarna VVV. Hij maakte zijn competitiedebuut voor de Venlose eerstedivisionist op 10 februari 2001 in de uitwedstrijd bij Emmen (1-0 verlies). Van Elst was doorgaans derde of vierde doelman bij VVV. Alleen in het seizoen 2001/02 had hij de status van reservedoelman, achter John Roox. In dat seizoen kwam hij tot acht competitiewedstrijden. Van Elst vertrok in 2005 naar SV Deurne uit de Zondag Hoofdklasse B. Daar verdedigde hij nog drie seizoenen het doel. Zijn in 2012 overleden vader Tiny speelde eveneens voor VVV.

### Profstatistieken
| Seizoen         | Club            | Competitie      | Competitie | Competitie | Beker | Beker | Nacompetitie | Nacompetitie | Totaal | Totaal |
| Seizoen         | Club            | Competitie      | Wed.       | Dlp.       | Wed.  | Dlp.  | Wed.         | Dlp.         | Wed.   | Dlp.   |
| --------------- | --------------- | --------------- | ---------- | ---------- | ----- | ----- | ------------ | ------------ | ------ | ------ |
| 1999/00         | VVV             | Eerste divisie  | 0          | 0          | 0     | 0     | —            | —            | 0      | 0      |
| 2000/01         | VVV             | Eerste divisie  | 4          | 0          | 0     | 0     | —            | —            | 4      | 0      |
| 2001/02         | VVV             | Eerste divisie  | 8          | 0          | 1     | 0     | —            | —            | 9      | 0      |
| 2002/03         | VVV             | Eerste divisie  | 0          | 0          | 0     | 0     | —            | —            | 0      | 0      |
| 2003/04         | VVV-Venlo       | Eerste divisie  | 0          | 0          | 0     | 0     | 0            | 0            | 0      | 0      |
| 2004/05         | VVV-Venlo       | Eerste divisie  | 0          | 0          | 0     | 0     | 0            | 0            | 0      | 0      |
| Carrière totaal | Carrière totaal | Carrière totaal | 12         | 0          | 1     | 0     | 0            | 0            | 13     | 0      |

## Verdere loopbaan
Na zijn voetbalcarrière was Van Elst nog enkele jaren werkzaam als keeperstrainer bij de jeugdafdeling en de vrouwenafdeling van VVV.